# Abdul Qadeer Khan
Abdul Qadeer Khan (urdu عبدالقدیر خان; ur. 1 kwietnia 1936 w Bhopalu, zm. 10 października 2021 w Islamabadzie) – pakistański inżynier i naukowiec, twórca pakistańskiego programu atomowego.

## Życiorys
W 1952 wyemigrował z Indii do Pakistanu Zachodniego. W 1960 ukończył studia na kierunku metalurgia na Uniwersytecie w Karaczi. Kontynuował studia za granicą, uzyskując w 1972 doktorat z inżynierii metalurgii na Katholieke Universiteit Leuven.
Od 1972 pracował w brytyjsko-holendersko-niemieckim konsorcjum atomistycznym URENCO. 17 września 1974 napisał, przekazany za pośrednictwem pakistańskiej ambasady w Belgii, list do premiera Pakistanu Zulfikara Alego Bhutto z ofertą pomocy w uzyskaniu przez to państwo broni jądrowej. W liście tym przekonywał, że wykorzystanie wzbogaconego uranu jest lepszą drogą do uzyskania bomby niż polegające na reaktorach zastosowanie plutonu (nad czym prowadzono już w Pakistanie prace). W grudniu 1974 Abdul Qadeer Khan spotkał się z Bhutto i przekonał premiera do podjęcia programu budowy bomby atomowej.
Początkowo współpracował z Pakistańską Komisją Energii Atomowej, ale po nieporozumieniach z jej szefem, Munirem Ahmadem Khanem, premier Bhutto przekazał mu w lipcu 1976 kontrolę nad laboratorium (projekt 706) w Kahucie. Pakistan dołączył do klubu atomowego 28 maja 1998, po udanej próbie w Chaghi w Beludżystanie.
31 stycznia 2004 został aresztowany pod zarzutem transferu technologii nuklearnych do krajów trzecich. Początkowo zaprzeczał swemu zaangażowaniu w proliferację broni jądrowej, jednak 4 lutego w wystąpieniu telewizyjnym przyjął na siebie „całą odpowiedzialność” i poprosił naród o „akt łaski“. Następnego dnia został ułaskawiony przez prezydenta Perveza Musharrafa, jednak do 2009 pozostawał w areszcie domowym.